# Landgericht Münnerstadt
Das Landgericht Münnerstadt war ein von 1803 bis 1879 bestehendes bayerisches Landgericht älterer Ordnung mit Sitz in Münnerstadt im heutigen Landkreis Bad Kissingen. Die Landgerichte waren im Königreich Bayern Gerichts- und Verwaltungsbehörden, die 1862 in administrativer Hinsicht von den Bezirksämtern und 1879 in juristischer Hinsicht von den Amtsgerichten abgelöst wurden.

## Geschichte

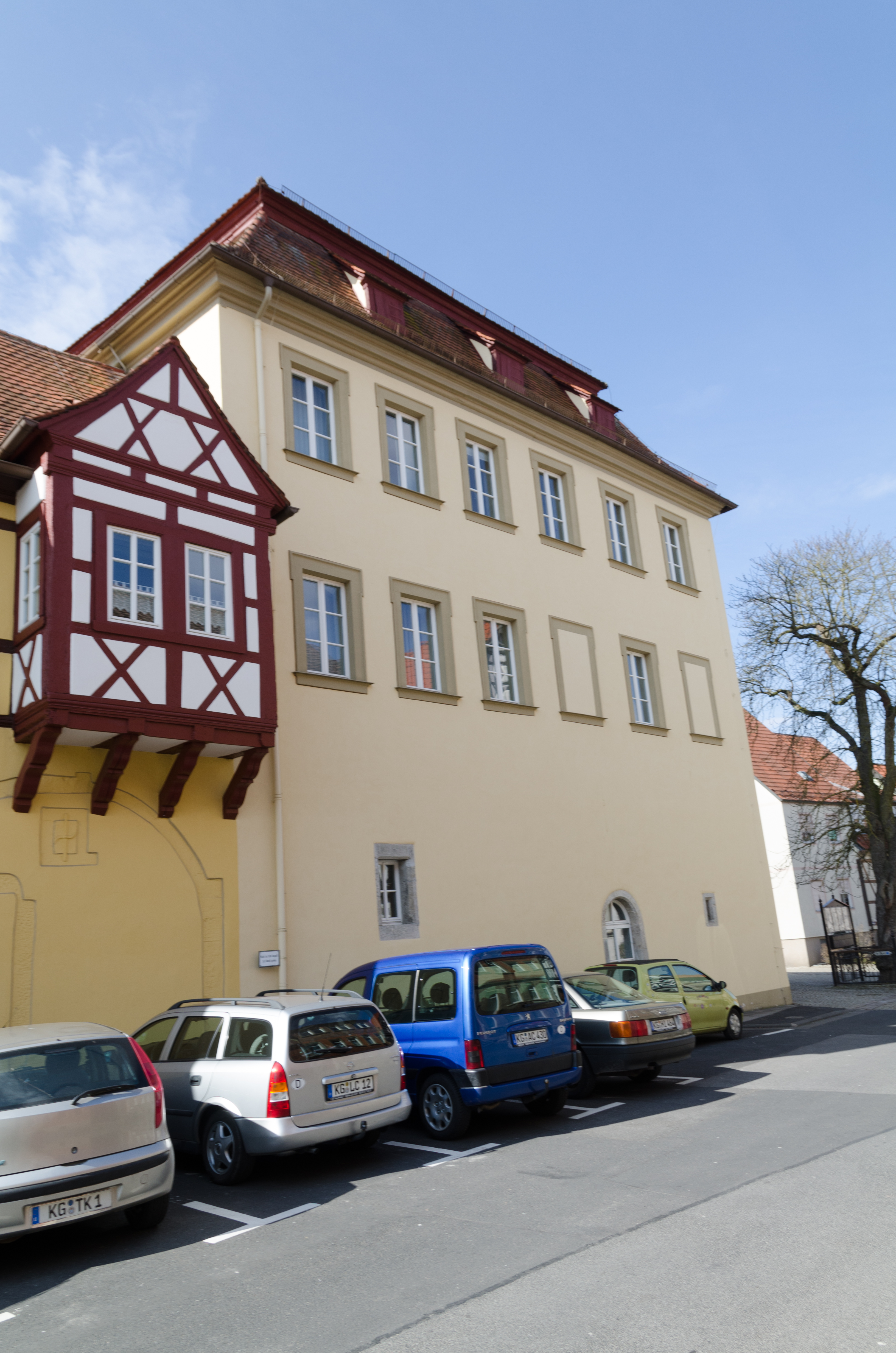
Ehemaliges Landgericht Münnerstadt in der Landgerichtsgasse 2, erbaut im 17./18. Jahrhundert

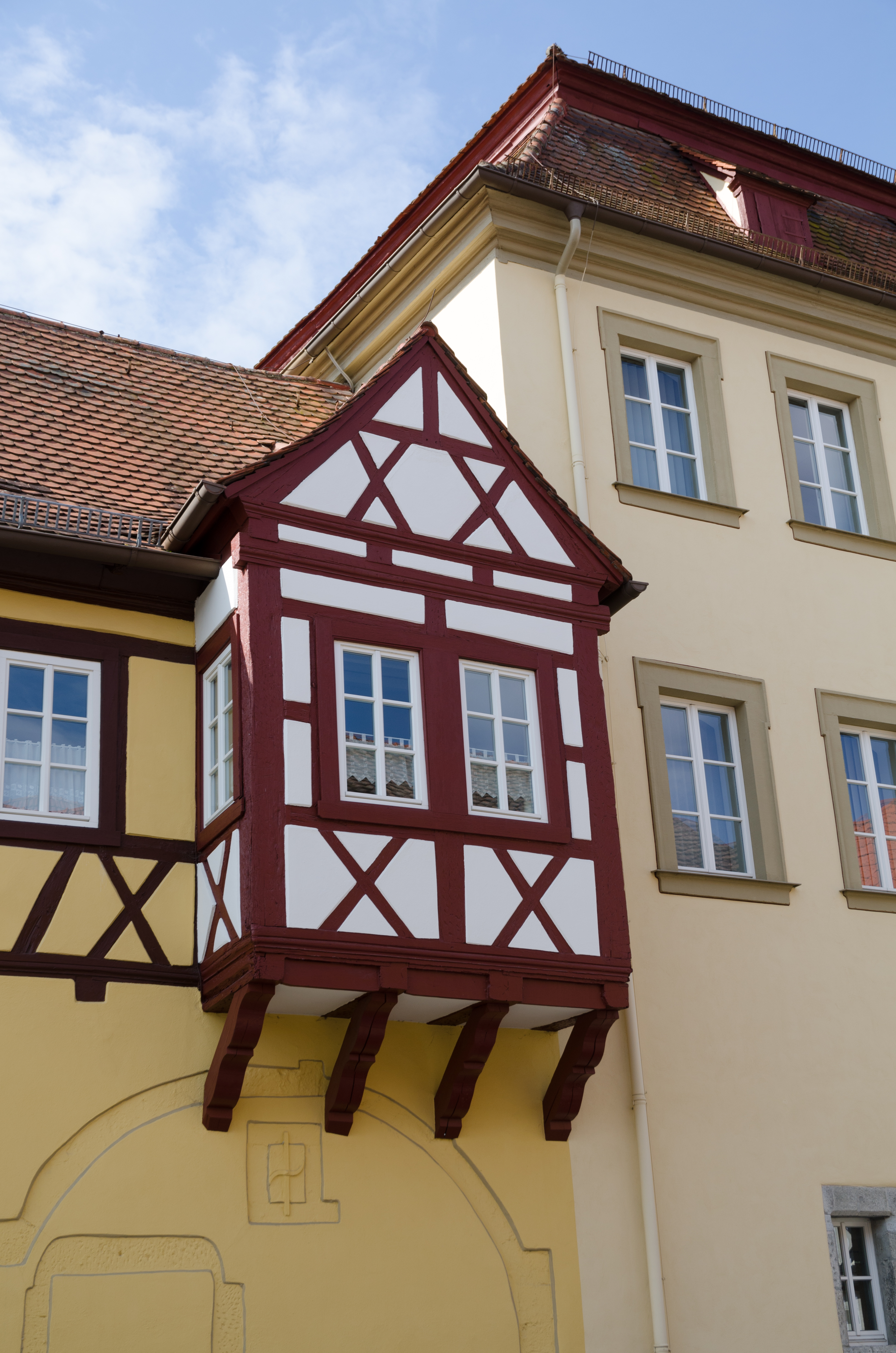
Fachwerkerker

Nachdem im Reichsdeputationshauptschluss das Hochstift Würzburg aufgehoben und Pfalz-Bayern zugesprochen wurde, wurden die würzburgischen Ämter aufgehoben und am 8. November 1803 stattdessen das Landgericht Münnerstadt gebildet. Es entstand aus folgenden Orten aus folgenden Ämtern:
- das würzburgische Amt Münnerstadt: Münnerstadt, Althausen, Burglauer und Wermerichshausen
- das würzburgisch-mediate Klosteramt Bildhausen: Bildhausen, Brünn, Fridritt, Großwenkheim, Kleinwenkheim, Nickersfelden, Rheinfeldshof, Rindhof
- das würzburgische Amt Poppenlauer: Poppenlauer und Maßbach
- aus dem würzburgischen Amt Aschach: Haard, Roth und Steinach
- aus dem würzburgischen Amt Sulzfeld: Seubrigshausen und Weichtungen
- aus dem würzburgischen Amt Kissingen: Nüdlingen
- aus dem würzburgischen Amt Amt Neustadt an der Saale: Strahlungen
- aus der würzburgisch-mediaten Universitätsvogtei Mariaburghausen: Volkershausen
- aus der Kommende Münnerstadt des deutschen Ordens: Burghausen, Gresserthof, Reichenbach, Windheim
- den ritterschaftlichen Orten Burglauer, Rothhausen, Theinfeld, Thundorf, Volkershausen[1]

Von 1806 bis 1814 war es dann ein Landgericht im Großherzogtum Würzburg. Das Landgericht hatte auch im Verlauf der Verwaltungsneugliederung Bayerns Bestand. Es kam im Jahr 1817 zum neu gegründeten Untermainkreis, dem Vorläufer des späteren Regierungsbezirks Unterfranken.
Mit Inkrafttreten des Gerichtsverfassungsgesetzes am 1. Oktober 1879 wurde das Amtsgericht Münnerstadt gebildet, dessen Sprengel identisch mit dem vorherigen Landgerichtsbezirk Münnerstadt war und aus den Gemeinden Althausen, Brünn, Burghausen, Burglauer, Fridritt, Großwenkheim, Haard, Kleinwenkheim, Maßbach, Münnerstadt, Nickersfelden, Nüdlingen, Poppenlauer, Rannungen, Reichenbach, Roth an der Saale, Rothhausen, Rottershausen, Seubrigshausen, Steinach an der Saale, Strahlungen, Theinfeld, Thundorf in Unterfranken, Volkershausen, Weichtungen, Wermerichshausen und Windheim bestand.

## Gerichtsgebäude
Das Landgericht Münnerstadt befand sich in der Landgerichtsgasse 2. Das alte Landgerichtsgebäude aus dem 17./18. Jahrhundert ist ein geschütztes Baudenkmal und war ursprünglich eine Vierflügelanlage, heute eine Dreiflügelanlage. Hauptbau bzw. Nordflügel ist ein dreigeschossiger verputzter Mansardwalmdachbau, im Kern von 1683, Umbau durch Balthasar Neumann 1744–1748. Der Ostflügel ist ein zweigeschossiger Satteldachbau mit Fachwerkobergeschoss, wohl 16./17. Jahrhundert. Südflügel ist ein Satteldachbau aus Bruchstein von 1696.